# Meteorium debile
Meteorium debile là một loài Rêu trong họ Meteoriaceae. Loài này được (Mitt.) Mitt. mô tả khoa học đầu tiên năm 1851.